# شياو هونج
شياو هونج (بالإنجليزية: Xiao Hong)‏ (1 يونيو 1911 في الصين - 22 يناير 1942، هونغ كونغ في الصين)؛ كاتِبة وشاعرة .

## روابط خارجية
- شياو هونج على موقع الموسوعة البريطانية (الإنجليزية)